# 2С3
2С3 «Ака́ция» (индекс ГАБТУ — Объект 303) — советская 152-мм дивизионная самоходная гаубица.
Разработана на Уральском заводе транспортного машиностроения. Главный конструктор шасси — Г. С. Ефимов, 152-мм орудия 2А33 — Ф. Ф. Петров. 2С3 «Акация» предназначена для подавления и уничтожения живой силы, артиллерийских и миномётных батарей, ракетных установок, танков, огневых средств, пунктов управления и тактических средств ядерного нападения.

## История создания
В 1945 году закончилась Вторая мировая война, к тому времени на вооружении Советского Союза состояли в основном противотанковые и штурмовые САУ. Основным применением таких САУ было непосредственное сопровождение пехоты и танков и стрельба по вражеским целям прямой наводкой. В то же время в западных странах и США имелись САУ, предназначенные для ведения огня с закрытых позиций. Постепенно самоходная артиллерия в этих государствах начала вытеснять буксируемую. Незаменимость самоходной артиллерии в локальных конфликтах стала очевидна, поэтому в период с 1947 по 1953 год были проведены изыскания по созданию новых самоходных гаубиц, однако в 1955 году по указанию Н. С. Хрущёва большинство работ по самоходной артиллерии было прекращено. Некоторое время спустя Министерство обороны СССР пришло к выводам, что стратегическая ядерная война маловероятна, так как приведёт к уничтожению обеих воюющих сторон. При этом более реальными могли стать локальные конфликты с использованием тактических ядерных вооружений. В таких конфликтах самоходная артиллерия имела неоспоримое преимущество перед буксируемой.
С отставкой Н. С. Хрущёва разработка самоходной артиллерии в СССР была возобновлена. К этому моменту на вооружении США уже находилась 155-мм самоходная гаубица M109, в боекомплект которой входил ядерный выстрел M454 мощностью 0,1 кт. В 1965 году на базе Львовского полигона советскими войсками были проведены масштабные учения с применением артиллерийских установок времён Великой Отечественной войны. Результаты учений показали несоответствие имевшихся на вооружении самоходных артиллерийских установок требованиям современного ведения боя. С целью ликвидации отставания советской самоходной артиллерии от артиллерии стран НАТО в 1967 году выходит постановление ЦК КПСС и Совета министров СССР № 609—201 от 4 июля. В соответствии с этим постановлением была официально начата разработка новой 152-мм самоходной гаубицы.
Предварительно ВНИИ-100 в период с 1963 по 1965 год выполнил научно-исследовательскую работу по определению облика и базовых характеристик новой САУ. В ходе исследований были проработаны два варианта САУ. Первый — на базе шасси «Объекта 124» (в свою очередь, созданного на базе СУ-100П), второй — на базе перспективного в то время среднего танка «Объект 432». В обоих вариантах основным вооружением являлась 152-мм гаубица с баллистикой Д-20. По результатам работ было выяснено, что оптимальной для новой самоходной гаубицы будет переднемоторная компоновка, а также наличие дополнительного отбора мощности для вспомогательного оборудования. Двигатель 5ТДФ не позволял реализовать такие потребности. ВНИИ-100 были проработаны варианты с переднемоторной компоновкой двигателя, а также с возможностью отбора мощности от свободной муфты, но проекты не были реализованы, а в качестве базы было рекомендовано использовать шасси производства свердловского Машиностроительного завода. Полученные проработки легли в основу ОКР под наименованием «Акация» (индекс ГРАУ — 2С3). «Акация» должна была поступить на вооружение артиллерийских полков танковых и мотострелковых дивизий для замены 152-мм гаубиц МЛ-20, Д-1 и Д-20.
| Таблица ТТХ аванпроектов 2С3, выполненных во ВНИИ-100 |                 |                 |
| База                                                  | Объект 124      | Объект 432      |
| Основные характеристики                               |                 |                 |
| Экипаж, чел.                                          | 4               | 4               |
| Боевая масса, т                                       | 25,842          | 25              |
| Вооружение                                            |                 |                 |
| Марка орудия                                          | Д-20            | Д-20            |
| Возимый боекомплект, выстр.                           | 60              | 60              |
| Пулемёт                                               | 1 × 7,62-мм ПКТ | 1 × 7,62-мм ПКТ |
| Боекомплект пулемёта, патр.                           | 2000            | 2000            |
| Подвижность                                           |                 |                 |
| Марка двигателя                                       | В-59            | УТД-35          |
| Тип двигателя                                         | дизельный       | дизельный       |
| Мощность двигателя, л. с.                             | 500             | 500             |
| Максимальная скорость по шоссе, км/ч                  | 63—70           | 65              |
| Запас хода по шоссе, км                               | 500             | 500             |

Головным разработчиком 2С3 был назначен Уральский завод транспортного машиностроения, гаубица 2А33 (внутризаводское обозначение Д-22) проектировалась в ОКБ-9. В конце 1968 года было завершено изготовление первых двух опытных образцов 2С3, а в октябре 1969 года завершены заводские испытания. Параллельно, летом 1969 года были изготовлены ещё 4 машины для полигонных испытаний. Испытания выявили высокую загазованность боевого отделения. Одновременно, аналогичная ситуация складывалась и со 122-мм полковой самоходной гаубицей 2С1. В то же время для обеих самоходных артиллерийских установок были проработаны картузные варианты гаубиц. На базе 2А33 была разработана 152-мм гаубица Д-11 с картузным заряжанием. Вместо клинового затвора, цепного досылателя и зарядов в гильзе в Д-11 применялся поршневой затвор, пневматический досылатель и картузные заряды. Однако испытания показали, что недостатки у новой гаубицы Д-11 аналогичны, так как пламенность выстрелов осталась той же, при этом сохранилась та же кучность и дальность стрельбы. Кроме того, было выявлено неудобство при работе с пеналами зарядов, а также конструктивные недостатки пневматического досылателя, в результате чего скорострельность оставалась на уровне базового орудия. Дальнейшее совершенствование конструкции Д-11 привело к созданию модернизированного образца под индексом Д-11М, который показал рост дальности стрельбы осколочно-фугасным снарядом до 19,3 км благодаря увеличенной каморе и применению более мощных картузных зарядов.
В 1971 году 3 ЦНИИ в рамках НИР «Развитие» рассмотрел и провёл анализ результатов работ по картузным вариантам 122-мм и 152-мм гаубиц. Несмотря на полученные показатели, 3 ЦНИИ дал заключение о нецелесообразности ведения дальнейших изысканий по картузному варианту гаубицы 2А33. Основной причиной стало отсутствие на тот момент технического решения, позволявшего создать и ввести в эксплуатацию надёжные и безопасные заряды в жёстком картузе или сгорающей гильзе. Кроме того, вариант Д-11М не имел существенных преимуществ перед Д-22. Научно-технический задел по проведённым исследованиям было рекомендовано использовать при создании 152-мм самоходной пушки 2С11 «Гиацинт-СК». Проблема же загазованности боевого отделения САУ 2С3 была решена другим способом, а именно применением более мощного эжектора и гильз с улучшенной обтюрацией. После доработок, в 1971 году самоходная артиллерийская установка 2С3 «Акация» была принята на вооружение Советской армии.

## Серийное производство и модификации
|                                            | 2С3    | 2С3М   | 2С3М1  | 2С3М2  | 2С3М2-155 | 2С3М3   |
| ------------------------------------------ | ------ | ------ | ------ | ------ | --------- | ------- |
| Начало серийного производства              | 1970   | 1975   | 1987   | 2006   | опытная   | опытная |
| Боевая масса, т                            | 27,5   | 27,5   | 27,5   | 27,5   | 28        | 28      |
| Индекс орудия                              | 2А33   | 2А33   | 2А33   | 2А33   | М-385     | 2А33М   |
| Калибр орудия, мм                          | 152,4  | 152,4  | 152,4  | 152,4  | 155       | 152,4   |
| Длина ствола, клб.                         | 28     | 28     | 28     | 28     | 39        | 39      |
| Углы вертикального наведения, град         | −4…+60 | −4…+60 | −4…+60 | −4…+60 | −4…+65    | −4…+65  |
| Возимый боезапас, выстр.                   | 40     | 46     | 46     | 46     | 45        | 45      |
| Максимальная дальность стрельбы ОФС, км    | 17,4   | 17,4   | 17,4   | 17,4   | 24        | 21,4    |
| Максимальная дальность стрельбы АР ОФС, км | 20,5   | 20,5   | 20,5   | 20,5   | 30        | 25,1    |
| Максимальная дальность стрельбы УАС, км    | 20     | 20     | 20     | 20     | 25        | 25      |
| Панорамный прицел                          | ПГ-4   | ПГ-4   | 1П5    | 1П5    |           |         |
| Радиостанция                               | Р-123  | Р-123М | Р-173  | Р-173  | Р-173     | Р-168   |
| Аппаратура внутренней связи                | Р-124  | Р-124  | 1В116  | 1В116  | 1В116     | 1В116   |

Серийное производство САУ 2С3 было развёрнуто в 1970 году (то есть до официального принятия на вооружение) на Уральском заводе транспортного машиностроения. По состоянию на 1973 год стоимость одной самоходной артиллерийской установки 2С3 составляла 30,5 тысяч рублей. Изготовлением гаубицы 2А33 до 1982 года занимался Пермский завод имени Ленина, затем производство было передано на волгоградский завод «Баррикады». Производство 2С3 продолжалось вплоть до распада Советского Союза и было остановлено в 1993 году, всего за 23 года производства было выпущено около 4000 машин 2С3 различных модификаций.
В начале 1970-х годов в ЦКБ «Трансмаш» были произведены работы по модернизации самоходной гаубицы 2С3, так как базовая модификация имела существенные недостатки в компоновке боевого отделения и конструкции механизма заряжания. Основные изменения коснулись механизированных укладок. На модернизированном варианте установлена одна механизированная укладка барабанного типа, вместо двух на базовом, что позволило увеличить возимый боезапас с 40 до 46 выстрелов. Кроме того, была изменена конфигурация и расположение люков в кормовой части корпуса и башни, внедрена механизированная подача выстрелов с грунта, на крышу башни перенесена антенна радиосвязи, радиостанция Р-123 заменена на радиостанцию Р-123М. Модернизированной версии был присвоен индекс 2С3М. В серийное производство САУ 2С3М была запущена в 1975 году. До 1975 года было выпущено около 200 машин в базовой модификации.
Последней советской модификацией 2С3 стала САУ 2С3М1. В отличие от 2С3М, на этой модификации у наводчика был установлен панорамный прицел 1П5. Аппаратура внутренней связи Р-124 заменена на новую 1В116. Вместо радиостанции Р-123М, установлена радиостанция Р-173. Кроме того, 2С3М1 дополнительно оснащалась аппаратурой 1В519 для приёма командной информации с машины старшего офицера батареи (МСОБ). Данная модификация была запущена в серию с 1987 года.
К вопросу о модернизации самоходной гаубицы 2С3 вернулось уже Министерство обороны РФ. Новая модификация получила индекс 2С3М2. В отличие от своих предшественников, машина оснащена автоматизированной системой управления наведением и огнём 1В514-1 «Механизатор-М». Также улучшена защищённость машины, благодаря установке системы 902B для постановки дымовых завес для стрельбы 81-мм дымовыми гранатами. Помимо основного варианта, предназначенного для Российской армии на Уральском заводе транспортного машиностроения совместно с ОКБ-9 был разработан экспортный вариант САУ 2С3М2, получивший неофициальное наименование 2С3М2-155, предназначенный для потенциальных иностранных заказчиков, заинтересованных в переводе имеющихся САУ 2С3 на калибр стандарта НАТО.
Последняя опытная глубокая модернизация самоходной гаубицы 2С3М2 велась под индексом 2С3М3. Изменения коснулись артиллерийской части самоходной гаубицы. Гаубица 2А33 была заменена на более мощную 152-мм 2А33М, унифицированную по баллистическому решению с гаубицей 2А64, что дало увеличенную (до 19,8 км на полном заряде и до 18,9 км — на переменном) дальность стрельбы осколочно-фугасным снарядом 3ОФ25 по сравнению с предыдущими вариантами, а также возможность применения выстрелов, предназначенных для орудий 2С19 и 2А65. Кроме того, штатная АСУНО заменена на унифицированный комплект бортового оборудования с улучшенными характеристиками.
| Номенклатура новых боеприпасов для САУ 2С3М3 |                |                |                   |              |                                     |
| Индекс выстрела                              | Индекс снаряда | Индекс заряда  | Масса снаряда, кг | Масса ВВ, кг | Максимальная дальность стрельбы, км |
| Кассетные                                    |                |                |                   |              |                                     |
| 3ВО28                                        | 3-О-23         | 4Ж61           | 42,8              | 40×0,042     | 21                                  |
| 3ВО29                                        | 3-О-23         | 54-ЖН-546      | 42,8              | 40×0,042     |                                     |
| 3ВО30                                        | 3-О-23         | 54-Ж-546У      | 42,8              | 40×0,042     |                                     |
| Осколочно-фугасные                           |                |                |                   |              |                                     |
| 3ВОФ58(-1)                                   | 3ОФ45          | 54-ЖН-546/4Ж38 | 43,56             | 7,65         | 19,2                                |
| 3ВОФ72                                       | 3ОФ45          | 4Ж61           | 43,56             | 7,65         | 21,4                                |
| 3ВОФ73(-1)                                   | 3ОФ45          | 54-Ж-546У      | 43,56             | 7,65         | 14,2                                |
| 3ВОФ91 (активно-реактивный)                  | 3ОФ61          | 4Ж61           | 43,56             | 7,8          | 25,1                                |
| 3ВОФ96                                       | 3ОФ64          | 4Ж61           | 43,56             | 7,8          | 21,4                                |
| 3ВОФ97                                       | 3ОФ64          | 54-ЖН-546      | 43,56             | 7,8          | 19,2                                |
| 3ВОФ98                                       | 3ОФ64          | 54-Ж-546У      | 43,56             | 7,8          | 14,2                                |

## Описание конструкции

### Броневой корпус и башня
Самоходная гаубица 2С3 «Акация» выполнена по ставшей классической для самоходной артиллерии башенной схеме. Корпус машины сварен из стальных броневых катанных листов и разделён на три отделения: силовое (моторно-трансмиссионное), отделение управления и боевое. В передней части корпуса по правому борту расположено моторно-трансмиссионное отделение. Слева от него находится место механика-водителя с органами управления шасси. В средней и кормовой частях корпуса располагается боевое отделение. На крыше корпуса на шариковый погон установлена сварная башня. В башне установлено орудие, а также места экипажа. По правому борту размещается сидение заряжающего, по левому борту в передней части башни установлено сидение наводчика и прицельные приспособления. За наводчиком размещено место командира САУ. Место командира оборудовано поворотной башенкой, установленной на крыше башни. В кормовой части башни установлена укладка с зарядами, а также укладки со снарядами (позднее заменённые на единую барабанную механизированную укладку). Под башней на днище корпуса расположена вращающаяся платформа пола. На платформе установлена укладка для зарядов, а также ящик для хранения дополнительных пучков пороха. В кормовой части корпуса установлены две механизированные укладки под снаряды и заряды основного орудия. Подача в укладки может осуществляться с грунта через специальные кормовые лючки. Бронирование САУ 2С3 обеспечивает противопульную и противоосколочную защиту экипажа. Толщина лобовых листов корпуса и башни составляет 30 мм, а бортов 15 мм.

### Вооружение
Основным вооружением САУ 2С3 является 152-мм гаубица 2А33. Орудие полностью унифицировано по баллистическим характеристикам и используемым боеприпасам со 152-мм буксируемой гаубицей Д-20. Основными узлами орудия 2А33 являются: ствол, затвор, электрооборудование, досылатель, противооткатные устройства, люлька, ограждение, уравновешивающий и подъёмный механизмы. Ствол орудия представляет собой трубу соединённую с казёнником муфтой, в передней части ствола находится эжектор, на дульном срезе трубы закреплён дульный тормоз. В казённике расположен вертикально-клиновой затвор с полуавтоматикой копирного типа. Выстрел из орудия может производиться как вручную, так и электроспуском. Копирная полуавтоматика затвора предназначена для открывания затвора при накате после выстрела орудия. Для первого заряжания справа на казённике расположена рукоятка ручного открывания клина. Люлька сварная, в люльке закрепляется шток противооткатных устройств и сектора подъёмного механизма. В задней части люльки болтовым соединением закреплено ограждение. На ограждении размещены элементы ударно-спускового механизма, досылатель, линейка для измерения длины отката, а также механизм блокировки спуска. Электромеханический досылатель снаряда и заряда, а также лоток-улавливатель стреляной гильзы, предназначены для облегчения работы заряжающего. Противооткатные устройства состоят из гидравлического тормоза отката, цилиндр которого закреплён в казённике орудия, и из пневматического накатника, заполненного азотом. Подъёмный механизм секторного типа, обеспечивает наведение орудия в диапазоне углов от −4 до +60° по вертикали. Подъём орудия может осуществляться как вручную маховиком, так и с помощью электродвигателя. Кроме того, в рукоятке маховика подъёмного механизма расположена кнопка электроспуска. Пневматический уравновешивающий механизм служит для компенсации момента неуравновешенности качающейся части орудия. Возимый боекомплект САУ 2С3 составляет 40 выстрелов (46 для 2С3М и последующих модификаций).
В основной боекомплект самоходной гаубицы 2А33 входят осколочно-фугасные снаряды 53-ОФ-540 с максимальной дальностью стрельбы в 17,05 км, а также снаряды 3ОФ25 с улучшенной аэродинамической схемой и максимальной дальностью стрельбы в 17,4 км. В настоящее время для 2С3 разработаны корректируемые снаряды «Сантиметр» и «Краснополь», для поражения бронетанковой техники в местах сосредоточения пусковых установок, долговременных оборонительных сооружений, мостов и переправ. Кроме того, предусмотрено использование осветительных, бетонобойных, химических и ядерных снарядов, а также снарядов постановщиков радиопомех. Для борьбы с бронированной техникой в штатном боекомплекте 2С3 имеются 4 кумулятивных боеприпаса 53-БП-540. Боеприпас способен пробивать 250-мм гомогенной броневой стали на расстояниях до 3 км. Кроме того, стрельба по бронированным целям может вестись бронебойными снарядами 53-Бр-540 и 53-Бр-540Б, не входящими в штатный боекомплект. Снаряды способны пробивать гомогенную броню толщиной 120-мм и 115-мм соответственно на расстоянии в 1000 м. Кроме обычных типов боеприпасов, «Акация» может вести огонь специальными боеприпасами, например ядерными 3ВБ3 мощностью 1 кт и дальностью стрельбы 17,4 км. Кроме того, для 152-мм гаубиц МЛ-20, Д-1, Д-20 и 2С3 в СССР были разработаны осколочно-химические и химические снаряды, снаряжённые различными отравляющими веществами. Баллистика и габаритно-массовые характеристики этих снарядов приблизительно соответствовали их осколочно-фугасным аналогам (например, баллистика снарядов 53-ХН-530 и 53-ХС-530 соответствовала осколочно-фугасному снаряду 53-ОФ-530). Дополнительно САУ 2С3 оборудована 7,62-мм пулемётом ПКТ. Пулемёт установлен на вращающейся башенке командира САУ, углы вертикального наведения составляют от −6° до +15°. Для личного оружия расчёта гаубицы предусмотрены два крепления под автоматы АКМС, а также крепление для сигнального пистолета. В возимый боекомплект дополнительного вооружения входят: 1500 патронов для пулемёта, 600 патронов для автоматов и 18 ракет к сигнальному пистолету. Объём зарядной каморы составляет 12,8 литра.

#### Применяемые выстрелы
| Номенклатура боеприпасов        |                |                 |                   |                              |                          |                                 |                                     |
| Индекс выстрела                 | Индекс снаряда | Индекс заряда   | Масса снаряда, кг | Масса ВВ/ОВ, кг              | Марка взрывателя         | Начальная скорость снаряда, м/с | Максимальная дальность стрельбы, км |
| Кумулятивные                    |                |                 |                   |                              |                          |                                 |                                     |
| 3ВБП2                           | 53-БП-540      | 4Ж6             | 27,67             | 5,6                          | ГКВ, ГПВ-3               | 676                             | 4                                   |
| 3ВБП5                           |                |                 |                   |                              |                          |                                 |                                     |
| Бронебойные                     |                |                 |                   |                              |                          |                                 |                                     |
| 53-ВБР-546                      | 53-БР-540      | 54-ЖД-546Б      | 48,8              | 0,66                         | МД-7                     | 600                             | 4                                   |
| 53-ВБР-546Б                     | 53-БР-540Б     | 54-ЖД-546Б      | 46,5              | 0,48                         | ДБР                      | 600                             | 4                                   |
| Бетонобойные                    |                |                 |                   |                              |                          |                                 |                                     |
|                                 | 53-Г-530       | 54-ЖН-546 (№ 1) | 40                | 5,1                          | КТД, ДБТ                 | 619                             | 14,82                               |
|                                 | 53-Г-530       | 54-Ж-546У       | 40                | 5,1                          | КТД, ДБТ                 | 530                             | 12,74                               |
|                                 | 53-Г-530Ш      | 54-ЖН-546       | 40                | 4,9                          | КТД, ДБТ                 | 670                             | 15,84                               |
|                                 | 53-Г-530Ш      | 54-Ж-546У       | 40                | 4,9                          | КТД, ДБТ                 | 530                             | 12,74                               |
|                                 | 53-Г-545       | 54-ЖН-546 (№ 1) | 56                | 4,22                         | КТД                      | 552                             | 15,8                                |
|                                 | 53-Г-545       | 54-Ж-546У       | 56                | 4,22                         | КТД                      | 529                             | 15                                  |
| Кассетные                       |                |                 |                   |                              |                          |                                 |                                     |
| DP-ICM                          | 53-CG-540      |                 | 44,6              | 56×0,044                     | M138                     | 648                             | 17,3                                |
| ER DP-ICM (активно-реактивный)  | 53-CG-540ER    |                 | 42,9              | 49×0,044                     | M138                     | 670                             | 20,3                                |
| 3ВО13                           | 3-О-13         | 54-ЖН-546       | 41,4              | 8×0,23                       | ДТМ-75                   | 655                             | 14,5                                |
| 3ВО14                           | 3-О-13         | 54-Ж-546У       | 41,4              | 8×0,23                       | ДТМ-75                   |                                 | 11                                  |
| Осколочные                      |                |                 |                   |                              |                          |                                 |                                     |
|                                 | 53-О-530А      | 54-ЖН-546       | 40                | 5,31                         | РГМ-2, Д-1-У             | 670                             | 15,92                               |
|                                 | 53-О-530А      | 54-Ж-546У       | 40                | 5,31                         | РГМ-2, Д-1-У             | 530                             | 12,89                               |
| Осколочно-фугасные              |                |                 |                   |                              |                          |                                 |                                     |
|                                 | 53-ОФ-530      | 54-ЖН-546       | 40                | 5,83                         | РГМ-2, Д-1-У, АР-5       | 670                             | 15,92                               |
|                                 | 53-ОФ-530      | 54-Ж-546У       | 40                | 5,83                         | РГМ-2, Д-1-У, АР-5       | 530                             | 12,89                               |
| 53-ВОФ-546В                     | 53-ОФ-540В     | 54-ЖН-546       | 43,56             | 4,80                         | РГМ-2, В-90, Д-1-У, АР-5 | 655                             | 17,05                               |
| 53-ВОФ-546ВУ                    | 53-ОФ-540В     | 54-Ж-546У       | 43,56             | 4,80                         | РГМ-2, В-90, Д-1-У, АР-5 | 509                             | 13,3                                |
| 53-ВОФ-546                      | 53-ОФ-540(Ж)   | 54-ЖН-546/4Ж38  | 43,56             | 5,86                         | РГМ-2, В-90, Д-1-У, АР-5 | 655                             | 17,05                               |
| 53-ВОФ-546У                     | 53-ОФ-540(Ж)   | 54-Ж-546У       | 43,56             | 5,86                         | РГМ-2, В-90, Д-1-У, АР-5 | 509                             | 13,3                                |
| 3ВОФ27 (активно-реактивный)     | 3ОФ22          | 54-ЖН-546/4Ж38  | 43,33             | 4,88                         | В-429, АР-5              | 651                             | 20,5                                |
| 3ВОФ32(-1)                      | 3ОФ25          | 54-ЖН-546/4Ж38  | 43,56             | 6,88                         | РГМ-2, В-90, АР-5        | 655                             | 17,4                                |
| 3ВОФ33(-1)                      | 3ОФ25          | 54-Ж-546У       | 43,56             | 6,88                         | РГМ-2, В-90, АР-5        | 511                             | 13,4                                |
| HE ER EOFd (активно-реактивный) |                | 54-ЖН-546/4Ж38  | 43,56             | 8,1                          | РГМ-2, KZ-88             | 655                             | 20                                  |
| Управляемые                     |                |                 |                   |                              |                          |                                 |                                     |
| 3ВОФ63                          | 3ОФ38          | 54-ЖН-546 (№ 1) | 49,5              | 8,5 (тротиловый эквивалент)  |                          |                                 | 12                                  |
| 3ВОФ64                          | 3ОФ39          | 54-ЖН-546 (№ 1) | 50,8              | 6,6                          | 3ВТ25                    | 561                             | 20                                  |
| 3ВОФ64М                         | 3ОФ39М         | 54-ЖН-546       | 43                | 10 (тротиловый эквивалент)   |                          |                                 | 20                                  |
| 3ВОФ66                          | 3ОФ38          | 54-Ж-546У       | 49,5              | 8,5 (тротиловый эквивалент)  |                          |                                 | 8                                   |
| 3ВОФ93                          | 3ОФ39          | 54-Ж-546У       | 50,8              | 6,6                          | 3ВТ25                    |                                 | 8                                   |
| «Сантиметр-М»                   | 3ОФ75          |                 | 41                | 10 (тротиловый эквивалент)   |                          |                                 | 18                                  |
| Шрапнельные                     |                |                 |                   |                              |                          |                                 |                                     |
| 3ВШ2                            | 3Ш2            | 54-ЖН-546/4Ж38  | 43,56             |                              | ДТМ-75                   | 651                             | 10,2                                |
| 3ВШ5                            | 3Ш2            | 54-Ж-546У       | 43,56             |                              | ДТМ-75                   | 509                             | 9                                   |
| Постановщик помех КВ/УКВ        |                |                 |                   |                              |                          |                                 |                                     |
| 53-ВРС-546                      |                |                 |                   |                              |                          |                                 |                                     |
| 3ВРБ36                          | 3РБ30(-1…8)    | 54-Ж-546У       | 43,56             | —                            |                          |                                 | 13,5                                |
| 3ВРБ37                          | 3РБ30(-1…8)    | 54-ЖН-546       | 43,56             | —                            |                          |                                 | 18                                  |
| Дымовые                         |                |                 |                   |                              |                          |                                 |                                     |
| 53-ВД-546                       | 53-Д-540       | 54-ЖН-546       | 43,53             | 6,626                        |                          | 655                             | 17,4                                |
| 53-ВД-546У                      | 53-Д-540       | 54-Ж-546У       | 43,53             | 6,626                        |                          | 511                             | 13,4                                |
| Осветительные                   |                |                 |                   |                              |                          |                                 |                                     |
| 3ВС16                           | 3С6(-1)        | 54-ЖН-546/4Ж38  | 39,7              | —                            | Т-90                     |                                 | 14,94                               |
| 3ВС17                           | 3С6(-1)        | 54-Ж-546У       | 39,7              | —                            | Т-90                     | 508                             | 11,79                               |
| 3ВС22                           | 3С1            | 54-ЖН-546/4Ж38  | 40,2              | —                            | Т-7                      |                                 | 14                                  |
| 3ВС23                           | 3С1            | 54-Ж-546У       | 40,2              | —                            | Т-7                      |                                 | 11,25                               |
| Химические                      |                |                 |                   |                              |                          |                                 |                                     |
|                                 | 53-ХС-530      |                 | 38,8              |                              |                          | 670                             | 15,9                                |
|                                 | 53-ХС-530Д     |                 | 42,5              | 5,4                          |                          |                                 |                                     |
|                                 | 53-ХН-530      |                 | 39,1              |                              | КТМ-2                    | 670                             | 15,9                                |
|                                 | 53-ОХ-530      |                 | 40                |                              | КТМ-2, РГ-6              | 670                             | 15,9                                |
|                                 | 53-ОХ-540      |                 |                   |                              |                          | 655                             | 17,05                               |
|                                 | 3Х3            |                 | 40                | 2,873                        | РГМ-2                    |                                 |                                     |
|                                 | 3Х3-35         |                 | 40                | 2,82                         | РГМ-2                    |                                 |                                     |
| Ядерные                         |                |                 |                   |                              |                          |                                 |                                     |
| 3ВБ3                            |                |                 |                   | 1 кт (тротиловый эквивалент) |                          |                                 | 17,4                                |
| Учебные                         |                |                 |                   |                              |                          |                                 |                                     |
| 53-ВОФ-546ИН                    | 53-ОФ-540ИН    | 54-ЖН-546/4Ж38  | 43,56             | —                            | —                        | 655                             | 17,05                               |
| 53-ВПБР-546                     | 53-ПБР-540     | 54-ЖД-546Б      | 48,78             | —                            | —                        | 600                             | 4                                   |
| Холостой                        | —              | 4Х13            | —                 | —                            | —                        | —                               | —                                   |

### Средства наблюдения и связи
Для наведения орудия, осуществления разведки местности днём и в ночной период времени, а также для стрельбы из пулемёта, в командирской башенке установлен комбинированный прицел ТКН-3А с прожектором ОУ-3ГК. Место наводчика оборудовано артиллерийским панорамным прицелом для стрельбы с закрытых огневых позиций и прицелом прямой наводки ОП5-38 для ведения огня по наблюдаемым целям. Место механика водителя оборудовано двумя призменными приборами наблюдения ТНПО-160, а также прибором ночного видения ТВНЕ-4Б для вождения в ночных условиях.
Внешняя радиосвязь поддерживается радиостанцией Р-123. Радиостанция работает в УКВ-диапазоне и обеспечивает устойчивую связь с однотипными станциями на расстоянии до 28 км в зависимости от высоты антенны обеих радиостанций. Переговоры между членами экипажа осуществляется через аппаратуру внутренней связи Р-124.

### Двигатель и трансмиссия
В 2С3 установлен V-образный 12-цилиндровый четырёхтактный дизельный двигатель В-59У семейства В-46 жидкостного охлаждения с инерционным наддувом мощностью 520 л. с. Кроме дизельного топлива, двигатель имеет возможность работы на керосине марок ТС-1, Т-1 и Т-2.
Трансмиссия механическая, двухпоточная, с планетарным механизмом поворота. Имеет шесть передних и две задних передачи. Максимальная теоретическая скорость движения на шестой передней передаче составляет 60 км/ч. На второй задней передаче обеспечивается скорость движения до 14 км/ч.

### Ходовая часть
Ходовая часть 2С3 представляет собой модифицированное шасси СПТП СУ-100П и состоит из шести пар обрезиненных опорных и четырёх пар поддерживающих катков. В задней части машины находятся направляющие колёса, в передней — ведущие. Гусеничная лента состоит из мелких звеньев с резинометаллическими шарнирами цевочного зацепления. Ширина каждого трака 484 мм при шаге 125 мм. Подвеска 2С3 — индивидуальная торсионная. На первом, шестом опорных катках установлены двухсторонние гидроамортизаторы. Для того чтобы ходовая часть могла обеспечить заданные параметры, конструкция ходовой САУ СУ-100П подверглась существенной переработке. По сравнению с базовой машиной опорные катки и система подвески САУ 2С3 были усилены, кроме того, была изменена система охлаждения.

## Операторы

### Современные
2С3 в парке «Патриот».
- Россия:
  - Сухопутные войска — 600 единиц 2С3/2С3М на вооружении и 750 2С3 на хранении по состоянию на 2024 год[44]
  - Береговые войска ВМФ — 50 единиц 2С3 по состоянию на 2024 год[45]
- Азербайджан — 14 единиц 2С3 на вооружении по состоянию на 2024 год[46] , дополнительно поставлено 16 единиц 2С3 из Украины в период с 2009 по 2010 год[47]
- Алжир — 30 единиц 2С3 на вооружении по состоянию на 2024 год[48], всего поставлено 40 единиц 2С3[49]
- Ангола — 4 единицы 2С3 на вооружении по состоянию на 2024 год[50], всего поставлено 48 единиц 2С3[49]
- Армения — 28 единиц 2С3 на вооружении по состоянию на 2024 год[51]
- Беларусь — 125 единиц 2С3 на вооружении по состоянию на 2024 год[52], всего досталось от СССР 166 единиц 2С3[49]
- Вьетнам — 30 единиц 2С3 на вооружении по состоянию на 2024 год[53]
- ДР Конго — 10 единиц 2С3 на вооружении по состоянию на 2024 год[54]
- Грузия — 13 единиц 2С3 на вооружении по состоянию на 2024 год[55]; по данным «Газета. Ру», 8 единиц 2С3М по состоянию на 2008 год[56]
- Казахстан — 60 единиц 2С3М на вооружении по состоянию на 2024 год[57]
- Куба — некоторое количество 2С3 на вооружении по состоянию на 2024 год[58]
- Нагорно-Карабахская Республика — неизвестное количество, по состоянию на 2020 год [59]
- Узбекистан — 17 единиц 2С3 на вооружении по состоянию на 2024 год[60]
- Украина — 120 единиц 2С3 на вооружении по состоянию на 2024 год[61], всего досталась от СССР 501 единица[49]
- Южный Судан — некоторое количество 2С3 на вооружении по состоянию на 2024 год[62]

### Бывшие
- СССР — перешли к образовавшимся после распада государствам
- Болгария — 4 единицы 2С3 поставлены из СССР в 1989 году, в 1999 году проданы Анголе[47]
- Венгрия — 18 единиц 2С3 поставлено из СССР в 1981 году[47]
- ГДР — 95[сн 13] единиц 2С3 поставлено из СССР в период с 1979 по 1985 год[47], переданы ФРГ. 9 единиц были проданы США, остальные возможно на хранении или подверглись демилитаризации[63].
- Ирак — 150 единиц 2С3 поставлено из СССР в период с 1980 по 1989 год[47], с 2006 года сняты с вооружения[64]
- Ливия — некоторое количество 2С3 по состоянию на 2013 год[65], всего поставлено 36 единиц[49]
- Баасистская Сирия — имелось 50 2С3, по состоянию на 2011 год[66]
- Словакия — 4 единицы 2С3 поставлены в период с 1993 по 2010 год[67]
- США — 19 единиц 2С3 поставлено в период с 1993 по 2010 год[67] поставлялись для обучения; возможно, с целью изучения конструктивных решений[63]
- Туркменистан — 16 единиц 2С3 по состоянию на 2013 год[68]
- Чехия — 13 единиц 2С3 поставлено из Венгрии в период с 1993 по 2010 год[67]
- Южная Осетия — 42 единицы 2С1 и 2С3 по состоянию на 2008 год[56][69]
- непризнанная Чеченская Республика Ичкерия — некоторое количество 2С3, по состоянию на 1994 год[70]

## Служба и боевое применение

### Организационная структура
Самоходная гаубица 2С3 поступала на вооружение артиллерийских дивизионов артиллерийских полков танковых и мотострелковых дивизий Сухопутных войск СССР на замену 152-мм гаубицам МЛ-20, Д-1 и Д-20. Стандартный дивизион насчитывал по 3 батареи из шести самоходных орудий 2С3 (итого 18 орудий в дивизионе), однако в некоторых дивизионах имелось по 4 батареи 152-мм орудий (то есть 24 орудия в дивизионе).

### Служба
Самоходные гаубицы 2С3 состояли на вооружении следующих формирований:
1. В/ч № 22265. 150-я мотострелковая дивизия: 18 единиц 2С3М по состоянию на 2018 год[72].
2. В/ч № 46108. 5-я отдельная гвардейская танковая бригада: 18 единиц 2С3М по состоянию на 2009 год[73].
3. В/ч № 54096. 6-я отдельная танковая бригада: 18 единиц 2С3М по состоянию на 2009 год[73].
4. В/ч № 89547. 7-я отдельная гвардейская танковая бригада: 18 единиц 2С3М по состоянию на 2009 год[73].
5. В/ч № 16544. 8-я отдельная гвардейская мотострелковая бригада (горная): 36 единиц 2С3М по состоянию на 2009 год[73].
6. В/ч № 54046. 9-я отдельная мотострелковая бригада: 36 единиц 2С3М по состоянию на 2009 год[73].
7. В/ч № 65384. 17-я отдельная гвардейская мотострелковая бригада: 36 единиц 2С3М по состоянию на 2009 год[73].
8. В/ч № 27777. 18-я отдельная гвардейская мотострелковая бригада: 36 единиц 2С3М по состоянию на 2009 год[73].
9. В/ч № 20634. 19-я отдельная мотострелковая бригада: 36 единиц 2С19/2С3М по состоянию на 2009 год[74].
10. В/ч № 69670. 20-я отдельная гвардейская мотострелковая бригада: 18 единиц 2С3М по состоянию на 2009 год[73].
11. В/ч № 65349. 23-я отдельная гвардейская мотострелковая бригада: 36 единиц 2С3М по состоянию на 2009 год[73].
12. В/ч № 29760. 25-я отдельная гвардейская мотострелковая бригада: 36 единиц 2С3М по состоянию на 2009 год[73].
13. В/ч № 22316. 32-я отдельная мотострелковая бригада: 36 единиц 2С3М по состоянию на 2009 год[73].
14. В/ч № 06705. 36-я отдельная гвардейская мотострелковая бригада: 36 единиц 2С3М по состоянию на 2009 год[73].
15. В/ч № 21720. 38-я отдельная гвардейская мотострелковая бригада: 36 единиц 2С3М по состоянию на 2009 год[73].
16. В/ч № 21005. 74-я отдельная гвардейская мотострелковая бригада: 36 единиц 2С3М по состоянию на 2009 год[73].
17. В/ч № 69671. 136-я отдельная гвардейская мотострелковая бригада: 36 единиц 2С3М по состоянию на 2009 год[73].
18. В/ч № 02511. 138-я отдельная гвардейская мотострелковая бригада: 36 единиц 2С3М по состоянию на 2009 год[73].
19. В/ч № 08275. 200-я отдельная гвардейская мотострелковая бригада: 18 единиц 2С3М по состоянию на 2009 год[73].
20. В/ч № 69672. 205-я отдельная мотострелковая бригада: 36 единиц 2С3М по состоянию на 2009 год[73].
21. В/ч № 66431. 4-я гвардейская военная база: 18 единиц 2С3М по состоянию на 2009 год[73].
22. В/ч № 09332. 7-я военная база: 24 единицы 2С3М по состоянию на 2009 год[73].
23. В/ч № 01162. 201-я военная база: 36 единиц 2С3М по состоянию на 2009 год[73].
24. 104-я база хранения и ремонта вооружения и техники (85 омсбр): 36 единиц 2С3М по состоянию на 2009 год[73].
25. 225-я база хранения и ремонта вооружения и техники (29 омсбр): 36 единиц 2С3М по состоянию на 2009 год[73].
26. 230-я база хранения и ремонта вооружения и техники (88 омсбр): 36 единиц 2С3М по состоянию на 2009 год[73].
27. 240-я база хранения и ремонта вооружения и техники (90 омсбр): 36 единиц 2С3М по состоянию на 2009 год[73].
28. В/ч № 30615. 247-я Краснознамённая база хранения и ремонта вооружения и техники (247 БХиРВТ): 18 единиц 2С3М по состоянию на 2009 год[73].
29. Пермский ПСХ: 72 единицы 2С3 по состоянию на 2000 год[73].
30. Пермский 39-й арсенал (39 Арс-В): 19 единиц 2С3 по состоянию на 2000 год[73].

1. 110-й самоходный артиллерийский дивизион 3-й бронетанковой дивизии «Саладин»: 18 единиц 2С3 по состоянию на 1991 год[75].

### Боевое применение

#### Афганская война (1979—1989)
Боевое крещение самоходная гаубица 2С3 приняла во время войны в Афганистане. Гаубица 2С3 являлась самой распространённой самоходной артиллерийской установкой 40-й армии, поэтому часто осуществляла непосредственное сопровождение мотострелковых подразделений во время штурмовых операций, где являлась основой артиллерийских полковых групп 40-й армии СССР. По состоянию на 1 августа 1987 года в составе 40-й армии СССР оставалось три самоходных артиллерийских дивизиона, вооружённых САУ 2С3 общей численностью в 50 единиц. Для защиты корпуса «Акации» от огня 12,7-мм пулемётов ДШК самоходные установки обвешивались запасными траками и использованными ящиками из-под снарядов, наполненными песком. С 1984 года ОКСВА начал использовать 2С3 для сопровождения конвоев через перевал Саланг. Характер местности предрасполагал к частым засадам со стороны афганских моджахедов. Первоначально самоходные гаубицы 2С3 принимались за танки, одним из недостатков которых являются небольшие углы возвышения орудия. Однако, в отличие от танков, САУ «Акация» успешно осуществляли артиллерийскую поддержку во время сопровождения колонн, обстреливая вражеские силы шрапнельными снарядами. В 1985 году во время операции против сил контрреволюции в провинции Хост САУ 2С3 также осуществляли артиллерийскую поддержку силам ОКСВА. Около Пактии САУ попали в засаду, в результате чего как минимум одна 2С3 была уничтожена.

#### Конфликты на постсоветском пространстве
«Акации» использовались в июне 1992 года во время Приднестровского конфликта, какие-либо подробности применения отсутствуют. Одна самоходная гаубица 2С3 применялась грузинскими артиллерийскими подразделениями во время войны в Абхазии, после 80—100 выстрелов орудие вышло из строя.
САУ 2С3 также использовалась российскими войсками во время первой и второй чеченских войн. В ходе российско-грузинской войны 2008 года самоходные артиллерийские установки 2С3 использовались российскими войсками в Южной Осетии. Одним из эпизодов применения была артиллерийская дуэль между российской и грузинской артиллерийскими группировками в расположенном на юге Цхинвали районе Шанхай. В ходе дуэли от осколочного ранения погиб командир одной из САУ 2С3 693-го мотострелкового полка, причиной потери был выбор удобной, но хорошо просматриваемой с грузинской стороны огневой позиции.
В 2014 году в ходе Войны на востоке Украины 2С3 использовались обеими сторонами конфликта.
В 2016 году во время обострения конфликта в Нагорном Карабахе колонна 2С3 была замечена на улицах Степанакерта. Также появлялись фотографии САУ на позициях в НКР.
Используется обеими сторонами в ходе вторжения России на Украину В ходе украинского контрнаступления несколько российских САУ было брошено и захвачено украинской стороной.

#### Ближний ВостокиАфрика
Практически в начале ирано-иракской войны Ираку из СССР были начаты поставки САУ 2С1 и 2С3, которые составили основу иракских артиллерийских группировок. В 1991 году во время операции «Буря в пустыне» САУ 2С3 применялись иракскими войсками. В целом опыт применения Ираком артиллерии оценивался как негативный, что способствовало в свою очередь появлению мнения о том, что советская артиллерия неэффективна. Однако при оценке действий иракской артиллерии не принимались во внимание факты о том, что система управления войсками и оснащение артиллерийских группировок иракских сил не соответствовали советским стандартам того времени.
В 2011 году, во время Гражданской войны в Ливии САУ 2С3 использовались правительственными войсками.
В ходе гражданской войны в Сирии самоходные гаубицы «Акация» применялись подразделениями Сирийской арабской армии, в том числе использовались при стрельбе прямой наводкой для оказания негативного психологического эффекта на вражеские подразделения. Весной 2018 года активно применялись САА в боевых действиях, в ходе операции «Дамасская сталь», в районе Дамаска.

## В играх
- Присутствует в модификации «Cold War» игры В тылу врага: Штурм 2 в лице 2С3М
- Присутствует в модификации «Nobody except Us 2» игры В тылу врага: Штурм 2 в лице 2С3М
- Присутствует в War Thunder в советской ветке развития в лице 2С3М

## Оценка машины
|                                            | СУ-152Г  | 2С3 (2С3М)  | 2С19     | M109A7   |
| ------------------------------------------ | -------- | ----------- | -------- | -------- |
| Год принятия на вооружение                 | 1949     | 1971 (1975) | 1989     | 2019     |
| Боевая масса, т                            | 23,8     | 27,5        | 42,0     | 38,1     |
| Экипаж, чел.                               | 5        | 4           | 5        | 4        |
| Тип установки орудия                       | открытая | закрытая    | закрытая | закрытая |
| Марка орудия, мм                           | Д-50/Д-1 | 2А33        | 2А64     | M182A1   |
| Длина ствола, клб.                         | 23       | 28          | 47       | 39       |
| Углы ВН, град                              | −5…+40   | −4…+60      | −4…+68   | —        |
| Углы ГН, град                              | 143      | 360         | 360      | —        |
| Возимый боезапас, выстр.                   | 42       | 40 (46)     | 50       | 42       |
| Максимальная дальность стрельбы ОФС, км    | 13,7     | 17,4        | 24,7     | 24       |
| Максимальная дальность стрельбы АР ОФС, км | —        | 20,5        | 29       | 30       |
| Максимальная дальность стрельбы УАС, км    | —        | 20          | 25       | 40       |
| Масса ОФС, кг                              | 40,00    | 43,56       | 43,56    | —        |
| Боевая скорострельность, выстр/мин         | 3—4      | 1,9—3,5     | 7—8      | 4        |
| Максимальная скорость по шоссе, км/ч       | 65       | 60          | 60       | 61       |
| Запас хода по шоссе, км                    | 290      | 500         | 500      | 300      |

В 1970-е годы Советским Союзом была предпринята попытка переоснащения Советской армии новыми образцами артиллерийского вооружения. Первым образцом стала самоходная гаубица 2С3, представленная общественности в 1973 году, за ней последовали: 2С1 в 1974 году, 2С4 в 1975 году, и в 1979 году были представлены 2С5 и 2С7. Благодаря новой технике Советский Союз существенно повысил живучесть и манёвренность своих артиллерийских войск; кроме того, по оценкам западных специалистов, именно самоходные гаубицы 2С1 и 2С3 позволяли реализовать военную доктрину СССР по уничтожению средств доставки ядерного оружия ещё до того, как командование сил НАТО успеет принять решение о его использовании.
|                                            | 2С3     | M109A1 | Тип 75 | Тип 83 | 2С3М1   | M109A6 |
| ------------------------------------------ | ------- | ------ | ------ | ------ | ------- | ------ |
| Начало серийного производства              | 1971    | 1973   | 1975   | 1984   | 1987    | 1991   |
| Боевая масса, т                            | 27,5    | 24,07  | 25,3   | 30     | 27,5    | 28,9   |
| Экипаж, чел.                               | 4       | 6      | 6      | 5      | 4       | 6      |
| Калибр орудия, мм                          | 152,4   | 155    | 155    | 152,4  | 152,4   | 155    |
| Длина ствола, клб.                         | 28      | 39     | 30     | 28     | 28      | 39     |
| Углы ВН, град                              | −4…+60  | −3…+75 | −5…+65 | −4…+65 | −4…+60  | −3…+75 |
| Углы ГН, град                              | 360     | 360    | 360    | 360    | 360     | 360    |
| Возимый боезапас, выстр.                   | 40      | 28     | 28     | 30     | 46      | 39     |
| Максимальная дальность стрельбы ОФС, км    | 17,4    | 18,1   | 15     | 17,23  | 17,4    | 22     |
| Максимальная дальность стрельбы АР ОФС, км | 20,5    | 23,5   | 19     | 21,88  | 20,5    | 30     |
| Максимальная дальность стрельбы УАС, км    | 20      | 30     |        | 20     | 20      | 30     |
| Масса ОФС, кг                              | 43,56   | 43,88  | 43,88  | 43,56  | 43,56   | 43,88  |
| Боевая скорострельность, выстр/мин         | 1,9—3,5 | 1—4    | до 6   | до 4   | 1,9—3,5 | 1—4    |
| Калибр зенитного пулемёта, мм              | 7,62    | 12,7   | 12,7   | 12,7   | 7,62    | 12,7   |
| Максимальная скорость по шоссе, км/ч       | 60      | 61     | 47     | 55     | 60      | 56     |
| Запас хода по шоссе, км                    | 500     | 299    | 300    | 450    | 500     | 299    |

Назначение и внешний вид 2С3 напоминают её аналог — самоходную гаубицу M109. Однако на момент принятия на вооружение в 1971 году 2С3 превосходила M109 по основным параметрам: дальности стрельбы ОФС (17,4 км против 14,6 км), возимому боекомплекту (40 выстрелов против 28), количеству экипажа (4 человека против 6), удельной мощности (19 л.с./т против 15,5). В 1973 году модифицированная версия M109A1 получила новую усовершенствованную гаубицу и смогла превзойти 2С3 по дальности стрельбы. Из недостатков 2С3 западными специалистами отмечается недостаточное бронирование корпуса, позволяющее защищать экипаж только от лёгкого стрелкового оружия и осколков снарядов, а также недостаточные углы вертикального наведения основного орудия. Осколочно-фугасное действие у цели 152-мм снаряда 3ОФ25 приблизительно равнялось 155-мм осколочно-фугасному снаряду M107, однако при этом нормы расходов на поражение бронированных целей были существенно ниже НАТОвских. В 1988 году США провели серию испытаний по советской методике для пересмотра норм расходов боеприпасов, по результатам испытаний было выявлено совпадение количества расходуемых боеприпасов с советскими нормативами. Основными отечественными аналогами САУ 2С3 выступает самоходная гаубица СУ-152Г предыдущего, а также САУ 2С19 следующего поколения. Сравнение с самоходной артиллерийской системой предыдущего поколения является условным, так как, несмотря на принятие на вооружение, в связи с проводимой Н. С. Хрущёвым политикой отказа от классических артиллерийских систем вооружения САУ СУ-152Г в серийном производстве не состояла. В целом за годы службы самоходная гаубица 2С3 хорошо себя зарекомендовала как надёжная, неприхотливая и простая в эксплуатации машина. В 1989 году на вооружение Советской армии поступила новая дивизионная самоходная гаубица 2С19 для замены устаревающих САУ 2С3, обладавшая большей дальностью, скорострельностью и более высоким могуществом боеприпасов. Однако, несмотря на это, в совокупности с управляемыми и корректируемыми снарядами САУ 2С3 образует современный огневой ударный комплекс, эффективно решающий поставленные боевые задачи. При этом высокая манёвренность, проходимость и запас хода обеспечивают автономность артиллерийских группировок, а также позволяют осуществлять поддержку мотострелковых подразделений на всех этапах современных боевых действий.

## Где можно увидеть
2С3 в музеях
- Россия:
  - п. Архангельское, Московская область — Музей техники Вадима Задорожного;
  - г. Брянск — Мемориальный комплекс «Партизанская поляна»;
  - г. Верхняя Пышма, Свердловская область — Музейный комплекс УГМК;
  - г. Екатеринбург — Екатеринбургский артиллерийский институт;
  - г. Екатеринбург — музей ФГУП «Уралтрансмаш»;
  - г. Красноармейск (Московская область) — на постаменте у входа в ФКП «НИИ „Геодезия“»;
  - г. Кубинка — Центральный музей бронетанкового вооружения и техники в Кубинке;
  - г. Москва — Центральный музей Вооружённых Сил;
  - г. Оренбург — Выставочный комплекс «Салют, Победа!» в Оренбурге;
  - г. Осинники — Музей военной техники;
  - д. Падиково Московской области — Музей отечественной военной истории;
  - г. Пермь — Музей ОАО «Мотовилихинские заводы»;
  - г. Рузаевка — сквер 40-летия Победы;
  - г. Санкт-Петербург — Военно-исторический музей артиллерии, инженерных войск и войск связи;
  - г. Тольятти — Технический музей имени К. Г. Сахарова;
  - г. Уфа — Парк Победы.
  - р.п. Полтавка (Омская область) — военный мемориал;
  - г. Черемхово (Иркутская область) —сквер на площади им. Ленина возле дворца Культуры.
  - г. Пенза — сквер на площади Победы.
- Англия:
  - г. Вулидж — королевский музей артиллерии «Firepower!»[англ.];
- Беларусь:
  - д. Лошаны — Историко-культурный комплекс «Линия Сталина»;
  - г. Сенно — Парк Трёх Героев;
- Болгария:
  - г. София — Национальный военно-исторический музей[англ.];
- Венгрия:
  - г. Кецель — Военно-исторический парк;
- Казахстан:
  - г. Астана — Музей вооружения и военной техники Вооружённых сил Республики Казахстан;
- Украина:
  - г. Киев — Национальная академия обороны Украины;
  - г. Луцк — Волынский региональный музей украинского войска и военной техники;
  - г. Николаев — Памятник в аллее Боевой Славы;
  - Спадщанский лес — Музей партизанской славы «Спадщанский лес»;
  - г. Запорожье — В музее техники Богуслаева.
- Франция:
  - г. Сомюр — Музей генерала Эстьена[англ.].

### Сноски
1. ↑  На максимальном заряде.
2. ↑  Снаряд 53-БР-540 не входит в штатный боекомплект 2С3.
3. ↑  Снаряд 53-БР-540Б не входит в штатный боекомплект 2С3.
4. ↑  Снаряды совместного румынского и израильского производства. В Израиле выпускаются под обозначением M351.
5. ↑  Снаряды совместного румынского и израильского производства. В Израиле выпускаются под обозначением M350.
6. ↑  Снаряд чехословацкого производства, изначально разработан для САУ vz. 77.
7. ↑  Снаряд болгарского производства. По устройству и предназначению аналогичен снаряду 3РБ30.
8. ↑  Снаряжён стойким типом отравляющего вещества.
9. ↑  Отравляющее вещество Р-43 (вязкий люизит).
10. ↑  Снаряжён нестойким типом отравляющего вещества.
11. ↑  Отравляющее вещество Р-55 (зоман).
12. ↑  Отравляющее вещество Р-35 (зарин).
13. ↑  Согласно документам ГДР, на момент объединения у Восточной Германии имелись 96 САУ 2С3, однако ФРГ была зафиксирована передача только 95 машин.